# LONELY GIRL (花*花の曲)
「LONELY GIRL」（ロンリー・ガール）は、日本のデュオ・花*花のメジャー7作目（通算13作目）のシングル。

## 概要
- 前作「涙のチカラ」から約6か月で発売された、アルバム『リンゴとクローバー』からの先行シングル。花*花名義としては活動休止前最後のシングルとなった。
- 表題曲はメジャー後としては初のノンタイアップとなった。
- カップリング2曲目はアニメ映画『爆転シュート ベイブレード THE MOVIE 激闘!!タカオVS大地』のエンディングテーマに使用された。アニメ作品のタイアップを手掛けるのは初、カップリング曲にタイアップが付くのは「さよなら 大好きな人」以来5作ぶりとなった。
- 初めて収録曲にインストゥルメンタルバージョンが一切収録されなかった。

## 収録曲
1. LONELY GIRL
作詞・作曲：アンドリュー・ゴールド
日本語訳詞：花*花
編曲：パパダイスケ
アンドリュー・ゴールドの「Lonely Boy」のリアレンジカバー。
2. ポロポロ
作詞・作曲：おのまきこ
編曲：パパダイスケ
3. カプチーノ
作詞・作曲：こじまいづみ
編曲：パパダイスケ
4. 植物園北門前 funk version
作詞：こじまいづみ
作曲：菱沼幹太
編曲：パパダイスケ
インディーズ5thシングルのカップリング曲のファンクバージョン。

## タイアップ
- 東宝配給アニメ映画『爆転シュート ベイブレード THE MOVIE 激闘!!タカオVS大地』エンディングテーマ (#2)

## 収録アルバム
- リンゴとクローバー (#1,2)
- ゴールデン☆ベスト シングル・コレクション (#1,2,3,4)
- 爆転シュート ベイブレード THE MOVIE オリジナルサウンドトラック (#2)